# メアリー・モーガン＝グレンヴィル (第11代キンロス女卿)
第11代キンロス女卿メアリー・エリザベス・モーガン＝グレンヴィル（英語: Mary Elizabeth Morgan-Grenville, 11th Lady Kinloss CI、旧姓テンプル＝ニュージェント＝ブリッジス＝シャンドス＝グレンヴィル（Temple-Nugent-Brydges-Chandos-Grenville）、1852年9月30日 – 1944年10月17日）は、イギリスの貴族。

## 生涯
第3代バッキンガム＝シャンドス公爵リチャード・テンプル＝ニュージェント＝ブリッジス＝シャンドス＝グレンヴィルと1人目の妻キャロライン（Caroline、旧姓ハーヴィー（Harvey）、1874年2月28日没、初代準男爵サー・ロバート・ハーヴィーの娘）の長女として、1852年9月30日に生まれた。
父が1875年から1880年までマドラス総督を務めており、メアリー・エリザベスは1878年1月1日にインド王冠勲章コンパニオンを授与された。
1884年11月4日、ルイス・ファーディナンド・ハリー・コートソープ・モーガン（Luis Ferdinand Harry Courthope Morgan、1896年8月26日没）と結婚、5男1女をもうけた。1890年12月6日、2人は女王の認可状を受けて「グレンヴィル」を姓に加えた。
- キャロライン・メアリー・エリザベス（1886年6月26日 – 1972年4月24日） - 1909年1月6日、トマス・クローズ・スミス（Thomas Close Smith、1946年11月16日没、ヘンリー・フレッシャー・スミスの息子）と結婚、子供あり[4]
- リチャード・ジョージ・グレンヴィル（1887年9月25日 – 1914年12月20日） - 第一次世界大戦で戦死、生涯未婚[2]
- ルイス・シャンドス・フランシス・テンプル（1889年10月10日 – 1944年8月2日） - 1921年8月18日、キャサリン・ベアトリス・マッケンジー・ジャックマン（Katherine Beatrice Mackenzie Jackman、1960年6月1日没、ジョン・ジャックマンの娘）と結婚、子供あり。第12代キンロス女卿メアリー・フリーマン＝グレンヴィルの父[4]
- トマス・ジョージ・ブレダルバン（1891年2月28日 – 1965年1月10日） - 1916年3月1日、ジョージナ・セント・ジョン・マーフィー（Georgina St John Murphy、1973年9月27日没、アルバート・セント・ジョン・マーフィーの三女）と結婚、子供あり[4]
- ロバート・ウィリアム（1892年7月21日 – 1988年） - 1915年12月29日、アイリーン・アリス・ガートルード・ハーヴィー（Irene Alice Gertrude Harvey、1916年10月6日没、第2代準男爵サー・ロバート・グレンヴィル・ハーヴィーの娘）と結婚、子供あり。1922年12月16日、エリザベス・ホープ・バイン・ガル（Elizabeth Hope Bine Gull、1969年2月19日没、初代準男爵サー・チャールズ・バイン・レンショー（英語版）の娘、フランシス・ウィリアム・リンドリー・ガルの未亡人）と再婚、子供あり[4]
- ハリー・ニュージェント（1896年1月8日 – 1979年） - メアリー・マレー（Mary Murray、1981年没、エドワード・オリファント・マレー閣下の娘）と結婚、子供あり[4]

1889年3月26日に父が死去すると、キンロス卿位を継承した。
1944年10月17日に死去、長男と次男に先立たれたため次男の長女ビアトリス・メアリー・グレンヴィルが爵位を継承した。